# S.I.N NEXT GENERATION
『S.I.N NEXT GENERATION』（シン・ネクスト・ジェネレーション）は20th Century（坂本昌行・長野博・井ノ原快彦）のラジオ番組である。略称は「ネクジェネ」。
上記のタイトルは2021年11月6日の放送時に決定したもので、1996年4月 - 2021年10月30日放送分までのタイトルは『V6 Next Generation』（ブイシックス・ネクスト・ジェネレーション）。。

## 概要
2025年7月現在、全国JFN系25局で放送されている。基準放送時間は毎週土曜 21:00 - 21:55（JST）。
2005年10月最終週放送分で放送500回目、2006年4月に番組放送開始から10周年を迎えた。
2015年5月最終週放送分で放送1,000回を達成。Coming Centuryをゲストに迎えて放送し、同年発売のV6のベストアルバム『SUPER Very best』の期間限定特典として、本放送でカットされたトーク・コーナー部分を含めた収録風景の動画を公開した。
2016年4月に番組放送開始から20周年を迎えた。
2020年4月最終週から2021年3月放送分までは新型コロナウイルス感染拡大に伴い、3人それぞれの自宅からリモート形式での収録を行っていた。
2021年4月放送分よりスタジオ収録に復帰、それと同時に番組放送開始から25周年を迎えた。JFN制作の番組では屈指の長寿番組である。
当初は多くのコーナーがあったが、2010年5月の番組リニューアル以降はフリートークとリスナーからのお便りに大幅な時間を割いており、コーナーは終盤に「3人のキズナー」を行うのが定番になっている。
収録スタジオでは他のジャニーズ事務所に所属するタレントのラジオ番組の収録が行われており、通りすがりに急遽当番組にゲスト出演することもある（国分太一、Hey! Say! JUMP、二宮和也など）。
2021年11月1日、LIVE TOUR V6 grooveの最終公演をもってV6が解散。その後も20th Centuryは活動を続けるため番組は継続するが、2021年11月6日放送分は『NEXT GENERATION（仮）』として放送された。その放送内で新たなタイトルを『S.I.N NEXT GENERATION』に決定した。番組リニューアルによる新しい気持ちと、3人のイニシャルSakamoto（坂本）・Inohara（井ノ原）・Nagano（長野）からとっている。
2024年12月最終週放送分で放送1,500回を達成。

## 番組の構成
- オープニングトーク

メンバー1人が1分間ほどのトーク。内容は最近起きたことや、話題の提供などが多い。
トークの後でタイトルコールを行い、ジングルが流れる。ジングル明けに坂本が「（どうも）一週間のご無沙汰です」と言い、その後それぞれが自己紹介を行い、番組が始まる。
- フリートーキング

毎回話題になっていることや身近なテーマのフリートーク。
- 質問コーナー

リスナーからの質問や悩み相談などに答えるトーク。
- 三人の絆は完璧ゲーム→3人のキズナー

「○○といえば」等のリスナーからのお題に対し3人が同時に答える。答えが揃っていれば成功。バラバラの場合はアウト。3人ともバラバラの場合は全員、1人だけ違う場合はそのメンバーが罰ゲームとして生レモンを丸かじりする。
2020年4月最終週放送分以降からは、リモート収録への移行に伴い、ポイント制度を導入。お題1つにつき、答えが3人ともバラバラの場合は全員の、1人だけ違う場合はそのメンバーのポイントがそれぞれ1ポイントずつ減算される。マイナス1ポイントにつき、かじる生レモンの個数を1つ増やしていき、最終的にスタジオ収録に戻った際にまとめて行う予定となっている。当初は答えが揃ってもポイントが加算される（生レモンの個数を減らす）ことはなかったが、同年8月放送分からは、2回連続で答えが揃った場合1ポイント加算されるようになった。
2021年4月放送分よりスタジオ収録に戻ったが、個室内での食事による感染を避けるため、当面の間はポイント制度を続行するとしている。
同年11月放送分からは「3人のキズナー」としてプチリニューアルされ、2人の答えが合っていれば1人だけアウトになるルールとアウト時の罰ゲームがレモンの丸かじりから「アウト1回につき、1人100円の罰金制（罰金はある程度貯まったら新ステッカーや番組ノベルティグッズの制作費などでリスナーに還元していく。）」に移行された。
- エンディングトーク

三人の絆は完璧ゲーム、チームトニセンの感想や今回の収録の反省などを語る。最後は3人で「また来週、さよなら」と挨拶して締める。
2010年4月まではキャッチコピーを含めた自己紹介のあと、3人で「また来週、ばいうぃーん」と挨拶して締めていた。

## 過去のコーナー
- オープニングクエスチョン

2010年4月まで番組冒頭で行われていたコーナー。メンバーの1人が他の2人にクイズ（大喜利のような内容が多い）を出題する。2人が回答したあと、出題役のメンバーが「世代交代！〇〇（メンバーの名前）」と面白い回答をしたメンバーの名前を言う。
- 坂本ジングル

オープニングトークの後に流れていたジングル。メンバー1人が、坂本が「la la la」のみで歌唱する楽曲（「ボツネタ選手権」の罰ゲームで作成したもの）をBGMに、リスナーが投稿したお便りを朗読し、最後に「V6 Next Generation」と言って締める。
- ヘイ!おやじギャグ○○（西暦）

その名の通りリスナーのおやじギャグを披露するコーナー。なお、タイトルの数字は西暦を示す数字であるため毎年変わる。
面白い作品には番組特製ステッカーをプレゼントしているが、コーナーBGM（松下里美『愚図で馬鹿でお人好し』）のサビ部分で読まれ、井ノ原（通称：ハモ原ハモ彦）が「♪大根役者～」とハモったお便りはステッカーが2枚になる。
2011年をもって終了。
- こんな奴は嫌われる

実在しないであろう人物・団体を面白おかしく紹介するコーナー。各ネタの後に、メンバーの3人が「嫌われる」と合いの手を入れる。
- ありがとうのコーナー

V6の楽曲『ありがとうのうた』をコンセプトにした、感謝の気持ちを伝えるコーナー。BGMは同曲のインストゥルメンタル。
- 素朴な疑問
- ミレニアムニューライフ → ミラクルニューライフ

未来（当初は21世紀）の生活がどうなっているかを予想するコーナー。当初のタイトルは「ミレニアムニューライフ」だったが、21世紀を迎えた2001年以降は現在のタイトルに変更。
- アジアの掟

アジアのみならず、世界各国のルールを勝手に作るコーナー。時々、本当にある風習などを紹介する。
- ヒーローのグッチ
- これで恋をなくしました（略して“これ恋”）
- 長野博のいただきマンモス（長野ソロコーナー）
- 坂本昌行が決めます！（坂本ソロコーナー）
- 快彦アニキのイノテク（井ノ原ソロコーナー）
- ボツネタ選手権

他のコーナーでボツになった（採用されなかった）お便りを、いかに面白く紹介できるかを3人で競うコーナー。紹介するお便りの内容は主に「ヘイ!おやじギャグ」「ミラクルニューライフ」に送られたものが多い。
面白く紹介できなかったメンバーには1ポイント加算され、20ポイント先取したメンバーは、リスナーから募集した罰ゲームを行う。後述の「ビリーブ自分」「今だからWho Who Who」「悦楽の楽園」は、当コーナーの罰ゲームで坂本が作詞作曲と演奏・歌唱した楽曲に、井ノ原が命名したタイトルを基にして生まれたコーナーである。
- ビリーブ自分

自分を信じて行動した結果起きた出来事を紹介するコーナー。BGMは前述の楽曲「ビリーブ自分」。
- 今だからWho Who Who

今だから言える謝罪や懺悔の言葉を紹介するコーナー。BGMは前述の楽曲「今だからWho Who Who」。
- 悦楽の花園

身の回りであった気持ちいい体験を紹介するコーナー。BGMは前述の楽曲「悦楽の花園」。
- 新たな気持ちでキャッチコピー（毎月最終週放送分のみ）

2010年4月まで番組の最初と最後の自己紹介の前に付けていた、3人それぞれのキャッチコピーを募集するコーナー。
- チームトニセン

トニセンが1つのチームとなり、リスナーが出題する3択クイズに挑戦する。正解ならチームトニセンの勝利。不正解の場合は罰ゲームとして全員で生レモンを丸かじりする。
前述のとおり、こちらもポイント制となっていた。

## ネット局

### 現在
放送時間の早い順から記載。
全局、「radiko」・「radiko.jpプレミアム」で聴取可能。
| 放送対象地域   | 放送局名                                    | 放送時間                            | 脚注      |
| -------------- | ------------------------------------------- | ----------------------------------- | --------- |
| 新潟県         | エフエムラジオ新潟（FM-NIIGATA）            | 毎週土曜 20:00 - 20:55              | [ 注 5 ]  |
| 岡山県         | 岡山エフエム放送（FM OKAYAMA）              | 毎週土曜 20:00 - 20:55              | [ 注 6 ]  |
| 香川県         | エフエム香川（FM香川）                      | 毎週土曜 20:00 - 20:55              | [ 注 7 ]  |
| 青森県         | エフエム青森（AFB）                         | 基準放送時間 毎週土曜 21:00 - 21:55 |           |
| 岩手県         | エフエム岩手（FM IWATE）                    | 基準放送時間 毎週土曜 21:00 - 21:55 | [ 注 8 ]  |
| 秋田県         | エフエム秋田（AFM）                         | 基準放送時間 毎週土曜 21:00 - 21:55 |           |
| 山形県         | エフエム山形（Rhythm Station）              | 基準放送時間 毎週土曜 21:00 - 21:55 |           |
| 栃木県         | エフエム栃木（RADIO BERRY）                 | 基準放送時間 毎週土曜 21:00 - 21:55 |           |
| 群馬県         | エフエム群馬（FM GUNMA）                    | 基準放送時間 毎週土曜 21:00 - 21:55 | [ 注 9 ]  |
| 長野県         | 長野エフエム放送（FM長野）                  | 基準放送時間 毎週土曜 21:00 - 21:55 |           |
| 富山県         | 富山エフエム放送（FMとやま）                | 基準放送時間 毎週土曜 21:00 - 21:55 | [ 注 10 ] |
| 福井県         | 福井エフエム放送（FM FUKUI）                | 基準放送時間 毎週土曜 21:00 - 21:55 |           |
| 岐阜県         | エフエム岐阜（FM GIFU）                     | 基準放送時間 毎週土曜 21:00 - 21:55 |           |
| 三重県         | 三重エフエム放送（レディオキューブ FM三重） | 基準放送時間 毎週土曜 21:00 - 21:55 |           |
| 滋賀県         | エフエム滋賀（e-radio）                     | 基準放送時間 毎週土曜 21:00 - 21:55 |           |
| 山口県         | エフエム山口（FMY）                         | 基準放送時間 毎週土曜 21:00 - 21:55 | [ 注 11 ] |
| 高知県         | エフエム高知（Hi-Six）                      | 基準放送時間 毎週土曜 21:00 - 21:55 |           |
| 徳島県         | エフエム徳島（FM TOKUSHIMA）                | 基準放送時間 毎週土曜 21:00 - 21:55 |           |
| 大分県         | エフエム大分（Air-Radio FM88）              | 基準放送時間 毎週土曜 21:00 - 21:55 |           |
| 熊本県         | エフエム熊本（FMK）                         | 基準放送時間 毎週土曜 21:00 - 21:55 | [ 注 12 ] |
| 鹿児島県       | エフエム鹿児島（μFM）                       | 基準放送時間 毎週土曜 21:00 - 21:55 |           |
| 広島県         | 広島エフエム放送（HFM）                     | 毎週日曜 20:00 - 20:55              | [ 注 13 ] |
| 島根県・鳥取県 | エフエム山陰（V-air）                       | 毎週月曜 21:00 - 21:55              | [ 注 14 ] |
| [ 注 15 ]      | interfm                                     | 毎週月曜 26:00 - 26:55              |           |
| 福島県         | エフエム福島（ふくしまFM）                  | 毎週木曜 21:00 - 21:55              | [ 注 16 ] |

### 過去
| 放送対象地域 | 放送局名                         | 脚注      |
| ------------ | -------------------------------- | --------- |
| 石川県       | エフエム石川（HELLO FIVE）       | [ 注 17 ] |
| 静岡県       | 静岡エフエム放送（K-mix）        |           |
| 大阪府       | エフエム大阪（FM大阪）           |           |
| 兵庫県       | 兵庫エフエム放送（Kiss FM KOBE） |           |
| 福岡県       | エフエム福岡（FM FUKUOKA）       |           |
| 佐賀県       | エフエム佐賀（FMS）              | [ 注 18 ] |
| 長崎県       | エフエム長崎（FM Nagasaki）      | [ 注 19 ] |
| 宮崎県       | エフエム宮崎（JOY FM）           |           |
| 沖縄県       | エフエム沖縄（FM沖縄）           | [ 注 20 ] |

## オープニングテーマ
- 映画「スタートレック ジェネレーションズ」より

## エンディングテーマ
- 20th Century「Next Generation」（2008年3月第3週放送分 - ）

## 公開録音
- この番組では、公開録音を1～3年のペースで行っている。以下は公開録音を行った都道府県と西暦年。

| 第1回 | 秋田県   | 2003年 |
| 第2回 | 鹿児島県 | 2006年 |
| 第3回 | 佐賀県   | 2007年 |
| 第4回 | 石川県   | 2008年 |
| 第5回 | 岐阜県   | 2009年 |
| 第6回 | 岩手県   | 2015年 |
| 第7回 | 福島県   | 2016年 |
| 第8回 | 山口県   | 2025年 |